# Balbianiaceae
Balbianiaceae, porodica crvenih algi smještena u vlastiti red Balbianiales, dio je podrazreda Nemaliophycidae. Sastoji se od dva roda s ukupno dvije vrste

## Rodovi
1. Balbiania Sirdot
2. Rhododraparnaldia R.G.Sheath, A.Whittick & K.M.Cole